# Цоаљи (Ђенова)
Цоаљи (итал. Zoagli) је насеље у Италији у округу Ђенова, региону Лигурија.
Према процени из 2011. у насељу је живело 2126 становника. Насеље се налази на надморској висини од 14 м.

## Становништво
Према резултатима пописа становништва 2011. у општини је живело 2.516 становника.
| 1931. | 1936. | 1951. | 1961. | 1971. | 1981. | 1991. | 2001. | 2011. |
| ----- | ----- | ----- | ----- | ----- | ----- | ----- | ----- | ----- |
| 2.699 | 2.619 | 2.516 | 2.554 | 2.333 | 2.314 | 2.360 | 2.421 | 2.516 |